# Si tú no estás (canción de Menudo)
"Si tú no estás" es una canción del álbum de estudio A todo rock de la boy band puertorriqueña Menudo, lanzada en 1983 por la discográfica RCA Records. Se trata de una balada romántica, con Ray Reyes como vocalista principal, que fue lanzada como uno de los singles ese mismo año. La canción fue uno de los principales éxitos comerciales del álbum, alcanzando la posición número 8 en la lista musical de Colombia.
La letra de la canción narra la separación de una pareja joven, como se puede notar en los versos: “En un momento nos iremos, este será el peor de mis viajes, si puedo recuperarme y actuar en esta gran ciudad”. El videoclip de la canción fue protagonizado por Ray Reyes.
Una versión en inglés fue lanzada como single también en 1983, titulada "If You're Not Here (By My Side)". Esta versión tiene a Robby Rosa como vocalista principal. Según la revista Cashbox, la canción "ofrece una melodía pop clásica interpretada por una voz masculina joven, aguda y excepcionalmente clara, con un fondo de orquesta de ciento un instrumentos de cuerda". En cuanto al desempeño comercial, en los Estados Unidos alcanzó la posición 36 en la lista musical Hot R&B/Hip-Hop Songs, de la revista Billboard.
En Brasil, la versión en inglés de la canción formó parte de la banda sonora de la telenovela Partido Alto, de TV Globo, siendo tema del personaje Fernando, interpretado por Roberto Bataglin. Según la revista Veja, la canción "se mantuvo en los primeros lugares entre las más reproducidas en las radios FM del país". Según el Diário de Pernambuco, "If You're Not Here (By My Side)" apareció en listas de las canciones más reproducidas en radios FM de Río de Janeiro y São Paulo. El single vendió 270 mil copias en Brasil, y alcanzó la posición número 1 en la lista de canciones más reproducidas en radios, según Nelson Oliveira Pesquisa e Estudo de Mercado (Nopem).
La versión en portugués, "Se Tú Não Estás", fue lanzada en un sencillo y contiene la canción "Não Se Reprima" en uno de los lados, sin identificación de lado A o B. Este sencillo vendió 1 millón de copias en Brasil y fue certificado con un disco de diamante. Las canciones sirvieron para apoyar la promoción del álbum Mania, de 1984.

## Posicionamiento en listas

### Semanales
Versión em español
| Lista musical (1984)  | Posición |
| --------------------- | -------- |
| Colombia (La Opinión) | 8        |

Versión en inglés
| Lista musical (1984)                             | Posición |
| ------------------------------------------------ | -------- |
| Brasil (Nopem)                                   | 1        |
| Estados Unidos (Billboard Hot R&B/Hip-Hop Songs) | 36       |

## Certificaciones y ventas
| Región | Certificación | Ventas certificadas |
| ------ | ------------- | ------------------- |
| Brasil | Platino       | 270,000             |